# Aiways
La Aiways Automobiles Company, chiamata semplicemente Aiways, è una casa automobilistica cinese fondata nel 2017 e con sede a Shanghai, attiva nella progettazione, sviluppo e produzione di veicoli elettrici.

## Storia

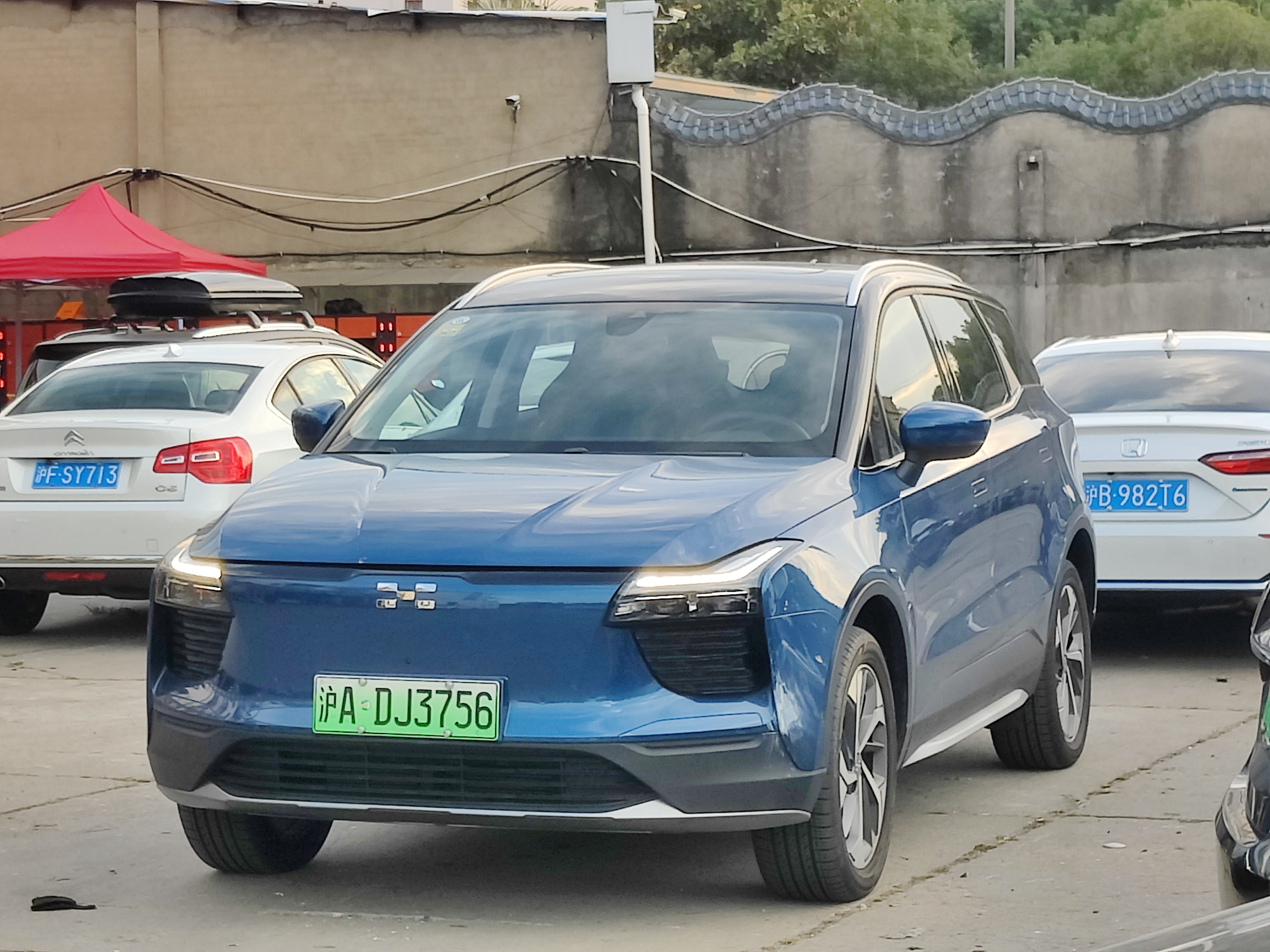
Aiways U5

Aiways è stata fondata da Fu Qiang, ex capo delle vendite in Cina di Volvo, e Gary Gu a Shanghai nel 2017.
Nell'agosto 2019, Aiways ha acquisito il 50% nella casa automobilistica cinese Jiangling Holdings, le cui quote appartengono oltre alla Aiways anche alla Jiangling Motors Corporation Group e Changan Automobile, pagando 1,75 miliardi di yuan (248 milioni di dollari). L'accordo consente ad Aiways di ottenere la licenza per la produzione di veicoli elettrici dalle autorità governative cinesi e di usufruire dell'impianto di produzione della Jiangling per incrementare la propria produzione. Nel giugno 2021 Aiways ha venduto la sua partecipazione alla Jiangxi Guokong Automotive Investment Corporation.
Il primo modello di serie dell'azienda, l'Aiways U5, è stato lanciato sul mercato a novembre 2018, venendo esportato anche in alcuni mercati dell'Unione Europea.
Le vendite dei veicoli prodotti nello stabilimento di Shangrao sono iniziate a dicembre 2019.
In Italia le vendite sono iniziate a fine novembre 2021, con le vetture che vengono importate dal Gruppo Koelliker.

## Struttura e impianti

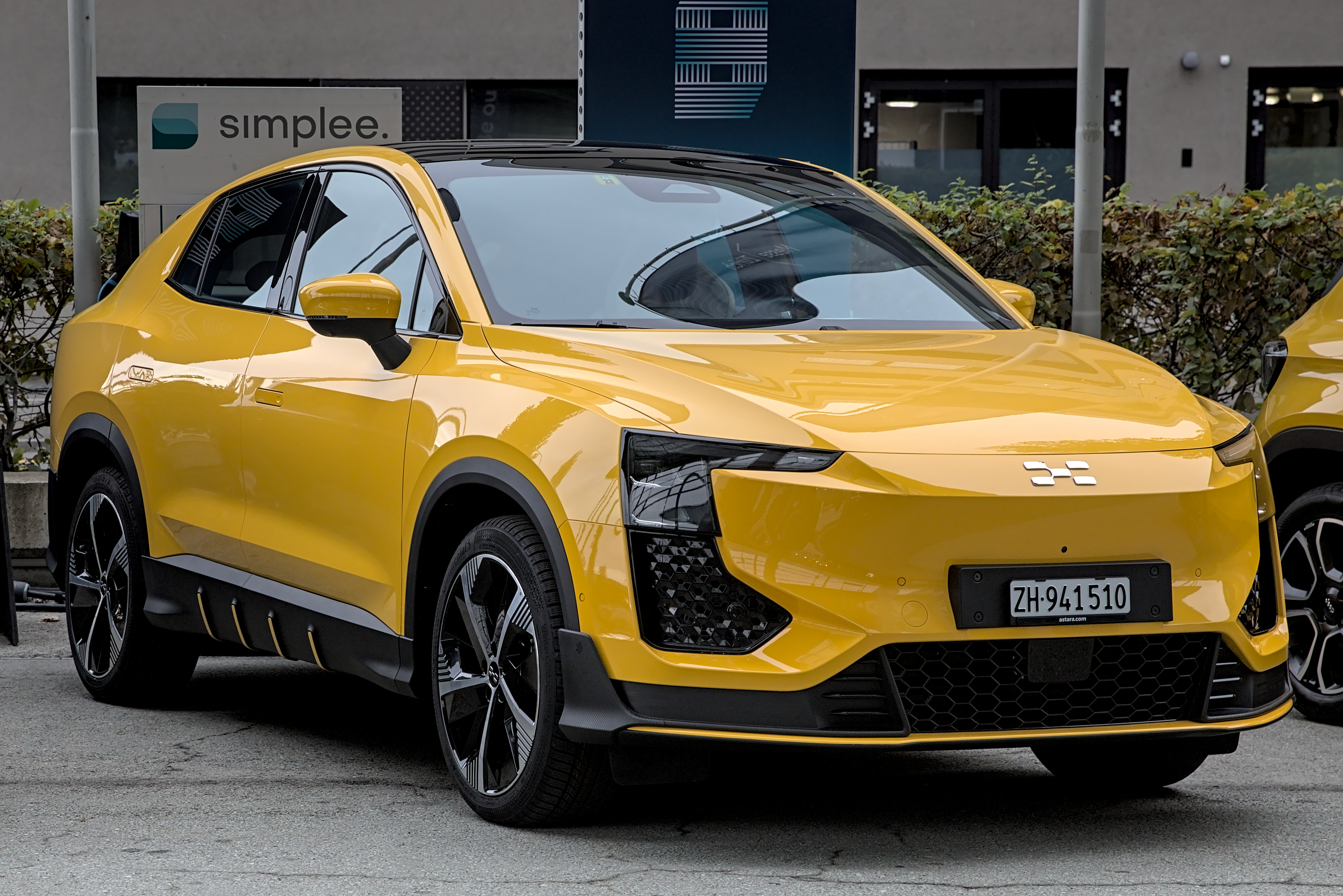
Always U6

L'azienda ha la sede centrale a Shanghai in Cina e a una filiale europea che comprende un centro di ricerca e sviluppo a Monaco di Baviera in Germania.
La Aiways ha investito 13,3 miliardi di yen nella costruzione della fabbrica a Shangrao. La fabbrica è progettata secondo gli standard dell'Industria 4.0 e utilizza un sistema di controllo basato sulla tecnologia cloud sviluppata dalla Siemens. L'impianto funziona utilizzando apparecchiature e attrezzature della ABB, che fornisce il 90% di tutti i macchinari dell'impianto. Nel reparto carrozzeria lavorano dei robot forniti dall'azienda tedesca Kuka.
Il reparto di verniciatura è stato costruita dal produttore tedesco Eisenmann e il reparto di assemblaggio è stata realizzata dalla Durr.
La fabbrica ha un regime di produzione a pieno regime di circa 300.000 veicoli all'anno.
Nel 2018 la Aiways ha iniziato a produrre i pacchi batteria nel suo stabilimento di Changshu. La fabbrica produce dei pacchi batteria appositamente brevettati dalla stessa Aiways con struttura a "sandwich", che vengono utilizzati nei modelli Aiways U5 e U6.

## Modelli
- Aiways U5 (2018-)
- Aiways U6 (2021-)